# Landtagswahlkreis Landkreis Rostock III
Der Landtagswahlkreis Landkreis Rostock III (bis 2015: Güstrow I) ist ein Landtagswahlkreis in Mecklenburg-Vorpommern. Er umfasst vom Landkreis Rostock die Stadt Teterow sowie die Ämter Gnoien,  Krakow am See, Laage und Mecklenburgische Schweiz. Seit 2016 auch das Amt Schwaan.

## Wahl 2021
Bei der Landtagswahl in Mecklenburg-Vorpommern 2021 gab es in diesem Wahlkreis folgendes Ergebnis:
| Partei               | Direktkandidat   | Erststimmen      | Zweitstimmen     |
| -------------------- | ---------------- | ---------------- | ---------------- |
| SPD                  | Nils Saemann     | 33,0 %           | 40,5 %           |
| AfD                  | Thomas Koch      | 22,3 %           | 19,7 %           |
| CDU                  | Torsten Renz     | 20,1 %           | 14,5 %           |
| Die LINKE            | Hans Müller      | 10,1 %           | 8,4 %            |
| GRÜNE                | Jana Klinkenberg | 4,6 %            | 3,5 %            |
| FDP                  | Sandy van Baal   | 6,0 %            | 5,5 %            |
| NPD                  | –                | –                | 1,0 %            |
| Tierschutzpartei     | –                | –                | 1,2 %            |
| Freier Horizont      | –                | –                | 0,2 %            |
| Die PARTEI           | –                | –                | 0,5 %            |
| FREIE WÄHLER MV      | Jürgen Dettmann  | 3,4 %            | 1,4 %            |
| PIRATEN              | –                | –                | 0,2 %            |
| LKR                  | –                | –                | 0,0 %            |
| DKP                  | –                | –                | 0,1 %            |
| Bündnis C            | Peter Reizlein   | 0,6 %            | 0,3 %            |
| TIERSCHUTZ hier!     | –                | –                | 0,4 %            |
| dieBasis             | –                | –                | 1,5 %            |
| DiB                  | –                | –                | 0,0 %            |
| FPA                  | –                | –                | 0,0 %            |
| ÖDP                  | –                | –                | 0,2 %            |
| Die Humanisten       | –                | –                | 0,1 %            |
| Gesundheitsforschung | –                | –                | 0,2 %            |
| Team Todenhöfer      | –                | –                | 0,1 %            |
| UNABHÄNGIGE          | –                | –                | 0,1 %            |
| Wahlberechtigte      | 39.482 Einwohner | 39.482 Einwohner | 39.482 Einwohner |
| Wahlbeteiligung      | 70,6 %           | 70,6 %           | 70,6 %           |

## Wahl 2016
Bei der Landtagswahl in Mecklenburg-Vorpommern 2016 kandidieren in diesem Wahlkreis:
| Partei           | Direktkandidat          | Erststimmen      | Zweitstimmen     |
| ---------------- | ----------------------- | ---------------- | ---------------- |
| SPD              | Nils Saemann            | 29,5 %           | 32,2 %           |
| CDU              | Torsten Renz            | 24,8 %           | 22,1 %           |
| DIE LINKE        | Karin Schmidt           | 13,0 %           | 11,1 %           |
| GRÜNE            | Anja Dornblüth-Röhrdanz | 3,2 %            | 3,3 %            |
| NPD              | –                       | –                | 2,0 %            |
| FDP              | Holger Andres           | 3,0 %            | 2,5 %            |
| PIRATEN          | –                       | –                | 0,4 %            |
| FAMILIE          | –                       | –                | 0,8 %            |
| FREIE WÄHLER     | Helmut Precht           | 3,4 %            | 1,1 %            |
| Die PARTEI       | –                       | –                | 0,4 %            |
| Die Achtsamen    | –                       | –                | 0,1 %            |
| ALFA             | –                       | –                | 0,3 %            |
| AfD              | Thomas Koch             | 22,0 %           | 20,6 %           |
| Bündnis C        | Matthias Kohlstedt      | 1,0 %            | 0,5 %            |
| DKP              | –                       | –                | 0,1 %            |
| Freier Horizont  | –                       | –                | 0,7 %            |
| Tierschutzpartei | –                       | –                | 0,9 %            |
| Wahlberechtigte  | 40.098 Einwohner        | 40.098 Einwohner | 40.098 Einwohner |
| Wahlbeteiligung  | 60,2 %                  | 60,2 %           | 60,2 %           |

## Wahl 2011
Bei der Landtagswahl in Mecklenburg-Vorpommern 2011 gab es folgende Ergebnisse:
| Partei          | Direktkandidat            | Erststimmen     | Zweitstimmen    |
| --------------- | ------------------------- | --------------- | --------------- |
| SPD             | Nils Saemann              | 31,1 %          | 36,4 %          |
| CDU             | Torsten Renz              | 29,3 %          | 26,8 %          |
| DIE LINKE       | Karin Schmidt             | 18,1 %          | 15,9 %          |
| GRÜNE           | Kerstin Felgner           | 5,1 %           | 5,6 %           |
| NPD             | Stephan Jandzinsky-Joecke | 4,8 %           | 5,3 %           |
| FDP             | Holger Anders             | 2,7 %           | 2,6 %           |
| FAMILIE         | Sigurd Havemann           | 3,3 %           | 2,4 %           |
| FREIE WÄHLER    | Helmut Precht             | 3,8 %           | 2,2 %           |
| AUF             | Matthias Kohlstedt        | 1,6 %           | 1,1 %           |
| PIRATEN         |                           |                 | 1,0 %           |
| ödp             |                           |                 | 0,3 %           |
| Die PARTEI      |                           |                 | 0,1 %           |
| AB              |                           |                 | 0,1 %           |
| APD             |                           |                 | 0,1 %           |
| REP             |                           |                 | 0,1 %           |
| PBC             |                           |                 | 0,0 %           |
| Wahlberechtigte | 35591 Einwohner           | 35591 Einwohner | 35591 Einwohner |
| Wahlbeteiligung | 48,8 %                    | 48,8 %          | 48,8 %          |

## Wahl 2006
Bei der Landtagswahl in Mecklenburg-Vorpommern 2006 gab es folgende Ergebnisse:
| Partei          | Direktkandidat     | Erststimmen     | Zweitstimmen    |
| --------------- | ------------------ | --------------- | --------------- |
| CDU             | Ilka Lochner-Borst | 32,6 %          | 31,5 %          |
| SPD             | Hannelore Monegel  | 28,1 %          | 29,2 %          |
| PDS             | Karin Schmidt      | 14,9 %          | 14,2 %          |
| FDP             | Holger Anders      | 7,4 %           | 9,0 %           |
| NPD             | Stefan Zahradnik   | 7,8 %           | 8,4 %           |
| GRÜNE           | Kerstin Felgner    | 2,0 %           | 2,3 %           |
| FAMILIE         |                    |                 | 1,6 %           |
| WASG            | Bernd Görner       | 1,1 %           | 1,0 %           |
| PBC             | Matthias Kohlstedt | 1,2 %           | 0,9 %           |
| Bündnis für M-V | Jürgen Dettmann    | 2,1 %           | 0,8 %           |
| Deutschland     | Heinrich Link      | 0,6 %           | 0,4 %           |
| GRAUE           |                    |                 | 0,4 %           |
| AB              |                    |                 | 0,2 %           |
| APD             |                    |                 | 0,1 %           |
| AGFG            |                    |                 | 0,1 %           |
| Offensive D     |                    |                 | 0,1 %           |
| Einzelbewerber  | Helmut Precht      | 2,1 %           |                 |
| Wahlberechtigte | 37933 Einwohner    | 37933 Einwohner | 37933 Einwohner |
| Wahlbeteiligung | 57,5 %             | 57,5 %          | 57,5 %          |

## Wahl 2002
Bei der Landtagswahl in Mecklenburg-Vorpommern 2002 gab es folgende Ergebnisse:
| Partei          | Direktkandidat     | Erststimmen     | Zweitstimmen    |
| --------------- | ------------------ | --------------- | --------------- |
| SPD             | Hannelore Monegel  | 42,0 %          | 40,2 %          |
| CDU             | Ilka Lochner-Borst | 35,5 %          | 34,6 %          |
| PDS             | Sven Sauer         | 14,1 %          | 13,8 %          |
| FDP             | Wolfgang Schröder  | 5,9 %           | 4,5 %           |
| GRÜNE           | Kerstin Felgner    | 2,4 %           | 2,0 %           |
| Bürgerpartei MV |                    |                 | 1,4 %           |
| Schill          |                    |                 | 1,2 %           |
| SPASSPARTEI     |                    |                 | 0,8 %           |
| NPD             | Martin Drechsel    | 1,8 %           | 0,6 %           |
| REP             |                    |                 | 0,5 %           |
| PBC             |                    |                 | 0,2 %           |
| V.P.M.V.        |                    |                 | 0,1 %           |
| GRAUE           |                    |                 | 0,1 %           |
| Wahlberechtigte | 46397 Einwohner    | 46397 Einwohner | 46397 Einwohner |
| Wahlbeteiligung | 69,5 %             | 69,5 %          | 69,5 %          |

## Wahl 1998
Bei der Landtagswahl in Mecklenburg-Vorpommern 1998 gab es folgende Ergebnisse:
| Partei          | Direktkandidat    | Erststimmen     | Zweitstimmen    |
| --------------- | ----------------- | --------------- | --------------- |
| SPD             | Hannelore Monegel | 37,1 %          | 34,0 %          |
| CDU             |                   | 35,0 %          | 33,4 %          |
| PDS             |                   | 22,5 %          | 21,7 %          |
| DVU             |                   |                 | 3,6 %           |
| GRÜNE           |                   | 2,5 %           | 2,1 %           |
| FDP             |                   | 2,0 %           | 1,9 %           |
| Pro DM          |                   |                 | 1,5 %           |
| NPD             |                   |                 | 0,6 %           |
| REP             |                   |                 | 0,5 %           |
| BfB             |                   |                 | 0,3 %           |
| AB 2000         |                   |                 | 0,2 %           |
| GRAUE           |                   |                 | 0,1 %           |
| PBC             |                   |                 | 0,1 %           |
| Einzelbewerber  | Dietmar Leuschner | 1,1 %           |                 |
| Wahlberechtigte | 46154 Einwohner   | 46154 Einwohner | 46154 Einwohner |
| Wahlbeteiligung | 80,0 %            | 80,0 %          | 80,0 %          |

## Wahl 1994
Bei der Landtagswahl in Mecklenburg-Vorpommern 1994 gab es folgende Ergebnisse
| Partei          | Direktkandidat     | Erststimmen     | Zweitstimmen    |
| --------------- | ------------------ | --------------- | --------------- |
| CDU             | Christian Beckmann | 43,5 %          | 41,8 %          |
| SPD             |                    | 31,2 %          | 29,7 %          |
| PDS             |                    | 18,8 %          | 18,5 %          |
| FDP             |                    | 2,9 %           | 4,5 %           |
| GRÜNE           |                    | 3,6 %           | 3,1 %           |
| REP             |                    |                 | 1,1 %           |
| PASS            |                    |                 | 0,4 %           |
| GRAUE           |                    |                 | 0,2 %           |
| NATURGESETZ     |                    |                 | 0,2 %           |
| NdB             |                    |                 | 0,2 %           |
| BUMV            |                    |                 | 0,1 %           |
| NPD             |                    |                 | 0,1 %           |
| PBC             |                    |                 | 0,0 %           |
| Wahlberechtigte | 44066 Einwohner    | 44066 Einwohner | 44066 Einwohner |
| Wahlbeteiligung | 72,8 %             | 72,8 %          | 72,8 %          |

## Wahl 1990
Die Aufteilung der Wahlkreise 1990 ist mit der späteren im Allgemeinen nicht deckungsgleich. Der Landtagswahlkreis Güstrow I (Wahlkreis 11) war jedoch mit dem heutigen Wahlkreis vergleichbar. Er umfasste den Kreis Güstrow: Alt Kätwin, Bölkow, Bülow, Glasewitz, Groß Schwiesow, Gülzow, Güstrow, Gutow, Hohen Sprenz, Kuhs, Liessow, Lüssow, Mistorf, Prüzen, Recknitz, Sabel, Sarmstorf, Striesdorf, Weitendorf. Als Direktkandidat wurde Christian Gienapp (CDU) gewählt.